# 三島神社 (下田市)
三島神社（みしまじんじゃ）は、静岡県下田市柿崎（かきさき）にある神社。地名を採って柿崎神社（かきさきじんじゃ）とも称される。

## 概要
下田市の東方、柿崎(かきさき)地区の沿岸部、弁天島の向かいに鎮座している。
創建は不詳。
かつて同じ柿崎地区の西方、寝姿山の南端、武山(ぶざん)の南側中腹に、式内社である多祁富許都久和気命神社（たけほこつくわけのみことじんじゃ）、及び『伊豆国神階帳』の「従四位上 たつふたわけの明神」に比定されている古社である武山権現（武峯神社）が鎮座していたが、明治17年（1884年）に暴風により社殿が倒壊し、大正5年（1916年）に大火で焼失したことに伴い、三島神社に合祀された。
柿崎の地は、江戸幕末に吉田松陰が密航を図った地として知られており、境内と向かいの弁天島には吉田松陰像が建てられている。

## 祭神
- 大国主命